# Calyptraea
Calyptraea là một chi ốc biển, là động vật thân mềm chân bụng sống ở biển trong họ Calyptraeidae.

## Các loài
Các loài trong chi Calyptraea gồm có:
- Calyptraea africana Rolán, 2004[2]
- Calyptraea centralis (Conrad, 1841)[3]
- Calyptraea chinensis (Linnaeus, 1758)[4]
- Calyptraea helicoidea [5]
- Calyptraea inexpectata Rolán, 2004[6]